# Asatru Folk Assembly

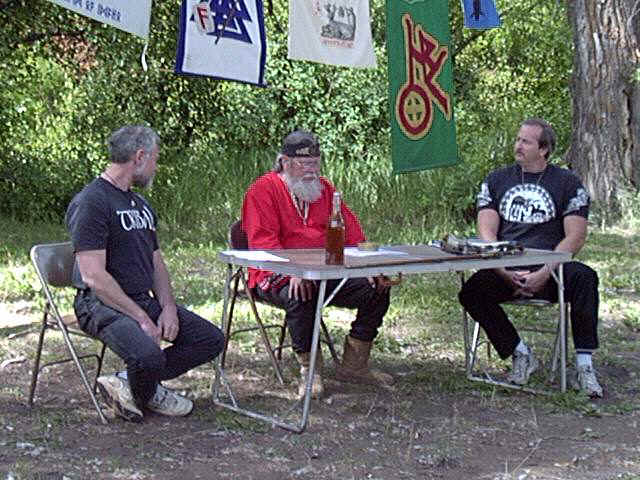
Stephen McNallen (vlevo) s dalšími vedoucími novopohany na Althingu v roce 2000

Asatru Folk Assembly (Lidové shromáždění Ásatrú) neboli AFA je germánská novopohanská organizace, založená v roce 1994 Stephenem McNallem, působící v USA. Navazuje na Asatru Free Assembly (Svobodné shromáždění Ásatrú), založené roku 1973, též McNallenem.
AFA je obvykle klasifikováno jako folkish, jeho členové tedy kladou důraz na svůj etnickou identitu, ale odmítá rasovou nadřazenost a neonacismus.

## Historie
Předchůdcem organizace bylo Viking Brotherhood (Vikinské bratrstvo) založené v roce 1972 Stephenem McNallenem, který v té době také vydával zpravodaj The Runestone (Runový kámen).  To se v roce 1973 vyvinulo do Asatru Free Assembly, které v roce 1984 rozpuštěno. Bývalí členové poté založili folkish Asatru Alliance a universalistický The Troth.
V roce 1994 byla založeno McNallenem v Nevada City Asatru Folk Assembly jako státem uznaná nevýdělečná náboženská organizace. V letech 1997 až 2002 byla AFA spojena s Asatru Alliance v International Asatru-Odinic Alliance. K rozlišení od původní organizace někdy bývá označováno jako "nové AFA".